# Portugal nos Jogos Olímpicos de Verão da Juventude de 2026
Portugal vai competir nos Jogos Olímpicos de Verão da Juventude de 2026 em Dakar, no Senegal, entre 31 de outubro e 13 de novembro de 2026. Será o primeiro evento olímpico realizado em África.
1. ↑  https://olympics.com/fr/dakar-2026/ Em falta ou vazio |título= (ajuda)